# Кагуя
Кагуя или още SELENE е вторият космически апарат до Луната изпратен от Япония. Кагуя е изстрелян на 14 септември 2007 г., апаратът е конструиран от Японската агенция за аерокосмически изследвания. Другото име на Кагуя – Селена, представлява божество в древногръцката митология.

## Цели на мисията
- изучаване произхода и геоложката еволюция на Луната[2]
- събиране на информация за състоянието на луннта околна среда
- изпращане на радиосигнали през лунната орбита

## Изстрелване
Стартът е осъществен в 01:31:01 UTC, на 14 септември 2007 година. Ракета-носител е H-IIA, а изстрелването е става от космически център Танигашима. Общата маса на апарата при изстрелване е 3020 kg.
Първоначално мисията на Кагуя предвижда изстрелване през 2003 г., но технически затруднения го отлагат до 2007 г.

## Конструкция
Космическият апарат се състои от 3 части.

### Главен апарат
Главният космически апарат представлява правоъгълна кутия с размери 2,1 m на 4,2 m с маса след изстрелването – 2914 kg.
Спецификации
- Маса: 2914 kg
- Размер: 2,1 x 2,1 x 4,8 m
- Захранване: 3,5 kW (Max.)
- Продължителност на мисията: 1 година
- Орбита: кръгова орбита
- Височина:100 km
- Инклинация: 90 градуса

### Окина и Оуна
Двата малки придружаващи спътници са с формата на осмоъгълни призми. Окина приема и предава радиовълни от Земята, когато орбитърът е скрит зад Луната за да се измери доплеровия ефект.
Оуна ще бъде използвана за да измери гравитационното поле на Луната, особено в територията, където доплеровия ефект не може да се използва.

## Резултати
По-важните резултати от мисията са:
- Направа на глобална топографска карта на Луната, по-добра от предходната.[5]
- Детайлна карта на обратната страна на Луната за разпределението на силата на тежестта.[6]
- Първо оптическо наблюдение на вътрешността на кратера Шакълтън.[7]

## Други лунни сонди
Кагуя е част от възобновения интерес към изследването на естествния спътник на Земята. Това е най-голямата мисия до Луната, от Аполо насам и първата японска мисия, след Хитен изстрелян през 1990 г. Китай изстрелва космическия апарат Чанг 1 на 24 октомври 2007 г., последван от Индия с нейния Чандраян-1 изстрелян на 28 октомври 2008 г. и накрая САЩ с Лунар Риконъсънс Орбитър изстрелян през юни 2009 г. ЕКА, Русия, Япония, Индия и Китай планират бъдещи пилотирани мисии до Луната или изграждането на лунна база между 2018 и 2025 г.